# Терка (Бузау)
Терка (рум. Terca) насеље је у Румунији у округу Бузау у општини Лопатари. Oпштина се налази на надморској висини од 661 m.

## Становништво
Према подацима из 2002. године у насељу је живело 569 становника, од којих су сви румунске националности.